# Klasika Primavera 2018
La Klasika Primavera 2018, sessantaquattresima edizione della corsa e valevole come evento dell'UCI Europe Tour 2018 categoria 1.1, si svolse l'8 aprile 2018 su un percorso di 171,6 km, con partenza e arrivo a Amorebieta-Etxano, in Spagna. La vittoria fu appannaggio del costaricano Andrey Amador, che terminò la gara in 4h06'11", alla media di 41,822 km/h, precedendo lo spagnolo Alejandro Valverde e il colombiano Wilmar Paredes.
Sul traguardo di Amorebieta-Etxano 62 ciclisti, su 92 partenti, portarono a termine la competizione.

## Squadre e corridori partecipanti
| N.      | Cod. | Squadra                       |
| ------- | ---- | ----------------------------- |
| 1-7     | MOV  | Movistar Team                 |
| 11-17   | BBH  | Burgos-BH                     |
| 21-27   | CJR  | Caja Rural-Seguros RGA        |
| 31-37   | EUS  | Euskadi Basque Country-Murias |
| 41-47   | MZN  | Manzana Postobón Team         |
| 51-57   | EUK  | Team Euskadi                  |
| 61-67   | PLK  | Polartec Kometa               |
| 71-76   | DGV  | Dare Gaviota                  |
| 81-85   | JVP  | Java Partizan                 |
| 91-97   | LOK  | Lokosphinx                    |
| 101-105 | KWT  | Massi-Kuwait Team             |
| 111-117 | RLY  | Rally Cycling                 |
| 121-126 | VIB  | VIB Sports                    |
| 131-137 | W52  | W52/FC Porto                  |

## Ordine d'arrivo (Top 10)
| Pos. | Corridore            | Squadra    | Tempo    |
| ---- | -------------------- | ---------- | -------- |
| 1    | Andrey Amador        | Movistar   | 4h06'11" |
| 2    | Alejandro Valverde   | Movistar   | s.t.     |
| 3    | Wilmar Paredes       | Manzana    | a 10"    |
| 4    | Carlos Betancur      | Movistar   | s.t.     |
| 5    | Dmitry Strakhov      | Lokosphinx | s.t.     |
| 6    | Gustavo César Veloso | W52        | s.t.     |
| 7    | Nick Schultz         | Caja Rural | s.t.     |
| 8    | Aleksandr Evtušenko  | Lokosphinx | a 26"    |
| 9    | Sergio Higuita       | Manzana    | a 30"    |
| 10   | Bernardo Suaza       | Manzana    | s.t.     |